# Heine-Säkularausgabe
Die Heine-Säkularausgabe (HSA) ist eine historisch-kritische Edition der Werke und Briefe des Schriftstellers Heinrich Heine (1797–1856).
Die von den Nationalen Forschungs- und Gedenkstätten der Klassischen deutschen Literatur in Weimar (heute Klassik Stiftung Weimar) und dem Centre national de la recherche scientifique (CNRS) in Paris herausgegebene Ausgabe erscheint seit 1970 und ist noch nicht abgeschlossen.
Der Name Säkular-Ausgabe geht auf den Umstand zurück, dass erstmals im Heine-Jahr 1956 (100. Todestag) öffentlich über den Plan einer historisch-kritischen Gesamtausgabe seiner Werke  diskutiert wurde. Ein maßgeblicher Impuls ging dafür von Helmut Holtzhauer, dem damaligen Leiter der Weimarer Forschungs- und Gedenkstätten aus. Die Vorstellung, die Säkularausgabe als gesamtdeutsches Projekt in Angriff zu nehmen, ließ sich letztlich in der Situation des Kalten Krieges und der deutschen Zweistaatlichkeit nicht realisieren. Stattdessen wurden in den 60er Jahren in der Bundesrepublik und der DDR die Vorbereitungen für eine jeweils eigene große Heine-Ausgabe vorangetrieben. In Düsseldorf wurde 1963 eine Arbeitsstelle für die spätere Düsseldorfer Heine-Ausgabe eingerichtet, während in der DDR die Vorarbeiten für die Säkularausgabe unter Einbeziehung der Equipe Heine des CNRS aufgenommen wurden.
Die teilweise erheblichen Unterschiede zwischen den beiden Ausgaben lassen sich bei näherer Betrachtung allerdings weniger auf weltanschauliche Gegensätze als auf unterschiedliche editorische  
Konzepte und Einzelentscheidungen der jeweiligen Herausgeber zurückführen. Solche Entscheidungen betreffen unter anderem die herangezogene maßgebliche Textgrundlage, Struktur und Umfang des Apparates oder die Bandeinteilung.  
Die HSA wurde auf 30 Bände konzipiert, die sich in vier Abteilungen gliedern sollten:
- 1. Heines Werke in deutscher Sprache (Bd. 1–12)
- 2. Heines Werke in französischer Sprache (Bd. 13–19)
- 3. Heines Briefwechsel (Bd. 20–27)
- 4. Lebenszeugnisse und Gesamtregister (Bd. 28–30)

Da zu den Textbänden in der Regel jeweils ein eigener, in einigen Fällen auch zweiteiliger, Kommentarband vorgesehen bzw. erschienen ist, liegt der Gesamtumfang der Ausgabe bisher bei 57 Bänden. Die letzte Abteilung mit den Lebenszeugnissen ist inzwischen nicht mehr Teil des Editionsplans.
Nur die erste Abteilung findet eine Entsprechung in der Düsseldorfer Ausgabe, da deren Herausgeber Manfred Windfuhr einerseits die französischen Übersetzungen von Heines Werken lediglich als Varianten einstufte und andererseits für Briefe und Lebenszeugnisse keinen Platz in einer Werkausgabe sah. 
In der Fachwelt durchsetzen konnte sich die Säkularausgabe nur mit der Abteilung Briefe, zumal diese als erste geschlossen vorlag (bereits 1978 mit allen zugehörigen Kommentarbänden, 1984 um ein Register ergänzt). Gegenüber der bis dahin vorliegenden Briefausgabe von Friedrich Hirth hat die HSA den Vorteil, dass sie auch die Briefe an Heine beinhaltet und in der Kommentierung nüchterner und seriöser arbeitet. 
In der bewussten Zurückhaltung beim Kommentar unterscheidet sich die HSA auch deutlich von der Düsseldorfer Ausgabe und ihrem sehr materialreichen Apparat, was von der Kritik unterschiedlich gewertet wird. Anders als bei der DHA erscheinen die Kommentare in jedem Fall als eigene Teilbände, was einerseits benutzerfreundlicher ist, andererseits mitunter aber große Abstände zwischen dem Erscheinen der Text- und Kommentarbände zuließ. 
Nach dem Ende der DDR schien die Fortführung der HSA, die im bis dahin quasi staatlichen Akademie-Verlag erscheint, vorübergehend fraglich. Inzwischen konnte die Trägerschaft der Edition neu geregelt werden, so dass in absehbarer Zeit mit dem Erscheinen der letzten noch fehlenden Kommentarbände und damit ihrem Abschluss gerechnet werden kann. 